# エルダル・トピッチ
エルダル・トピッチ（Eldar Topić 、1983年5月29日 - ）は、ボスニア・ヘルツェゴビナの元サッカー選手。ユーゴスラビアドゥビツァ出身。